# Azzone
Azzone är en ort och kommun i provinsen Bergamo i regionen Lombardiet i Italien. Kommunen hade 3 859 invånare (2018).